# Mouroum Goulayé
 Mouroum Goulayé è un comune del Ciad situato nel dipartimento di Mandoul Orientale, provincia di Mandoul.